# 폰부스 (음악 그룹)
폰부스(Phonebooth)는 대한민국의 로큰롤밴드이다.
2005년 11월 결성, 태국 최대 록페스티벌인 FAT FESTIVAL에 참가했으며, 2008년에는 일본 7개 도시 투어, 그리고 대만 최대 록페스티벌인 HOHAIYAN ROCK FESTIVAL에 참가했다.
2008년, EBS 공감 1회 헬로루키에 선정되었으며, 2009년 2월, 첫 번째 정규 음반인 《The Way To Live On》을 발매했다. 1집 발매후 KBS 2TV 유희열의 스케치북, 광주 MBC 문화콘서트 난장 등 다양한 활동을 했다.
2010년 4월, 두 번째 정규 음반 《By Me, For Me, Of Me》을 발매했으나, 2011년 멤버 전원이 군입대를 하면서 휴식기를 가졌다.
2013년 멤버들이 제대한 후 디지털 싱글 《바코드》로 활동을 재개, 2014년 5월, 세 번째 정규 음반 《Wonder》를 발표했다.

## 구성원
- 홍광선(레이져) (1985년, 보컬)
- 김태우 (1985년, 기타)
- 박한 (1985년, 베이스)
- 최민석 (1987년, 드럼)
- 이상민 (1985년, 기타)

### 이전 구성원
- 이상민 (1986년, 드럼)
- 정웅희 (1985년, 기타)

## 발매 정규 음반
1. 《The Way To Live On》 2009년 2월
2. 《By Me, For Me, Of Me》 2010년 5월
3. 《Wonder》 2014년 4월